# Estadio Nueva Balastera
El Estadio Municipal Nueva Balastera es el principal recinto deportivo de la ciudad de Palencia. Es de propiedad municipal, fue inaugurado el 10 de octubre de 2006. Alberga los partidos del Club Deportivo Palencia Cristo Atlético y del Palencia Rugby Club. Tiene capacidad para 8100 espectadores todos sentados.

## Datos básicos
- Fue construido por la unión de las empresas Hormigones Sierra, Inmobiliaria Río Vena y Promociones Pal con un costo final de 18 millones de euros.
- El arquitecto fue el navarro Patxi Mangado, el cual procuró un estilo minimalista y sobrio al edificio. Se dio especial importancia a la iluminación del edificio, tanto hacia el interior como hacia el exterior del mismo.
- El estadio tiene capacidad para 8100 personas, todas ellas sentadas, a diferencia del antiguo estadio de La Balastera.
- El nombre seleccionado fue el de mantener el del antiguo estadio con la diferenciación de añadir el término "nueva".
- Otros nombres barajados fueron Reino de Castilla, o el del atleta palentino Mariano Haro.
- En él se hallan las oficinas del Patronato municipal de deportes, del  Club Deportivo Palencia Cristo Atlético  y del Palencia Rugby Club, cuenta además con un Centro de Fisioterapia Aspaym y sede del Palencia Internacional Junior College.

## Localización
La Nueva Balastera se encuentra situado en las afueras de la ciudad, concretamente en el extremo este de la capital. Está rodeado por las calles Marta Domínguez, Renault España, Portugal y Lola de la Fuente. Se sitúa próximo a la Avda. de Brasilia (el Vial) y al Recinto Ferial.

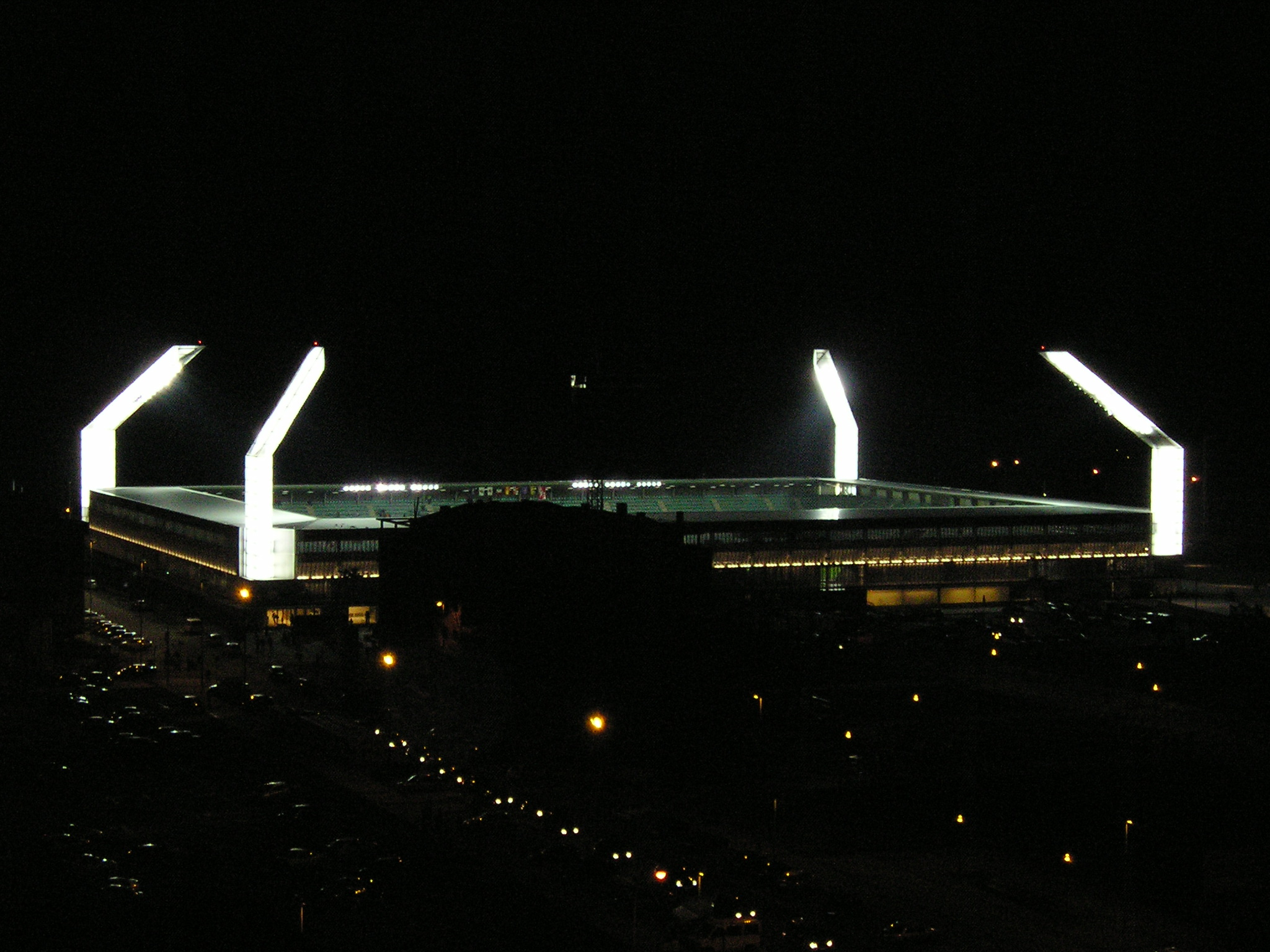
Aspecto nocturno del estadio, con sus características torretas de iluminación en funcionamiento

El estadio vino a recuperar una de las zonas más apartadas de la ciudad, próxima a la zona industrial. Su construcción no sólo supuso la existencia en la ciudad de un estadio de gran calidad arquitectónica sino que propició la creación de todo un nuevo barrio, el denominado "Sector 8" (o como se le conoce "Barrio de la Nueva Balastera"). En dicho sector se construyeron rápidamente multitud de bloques de viviendas que rodearon el estadio complementados por una buena cantidad de zonas verdes y la canalización de una parte del Arroyo de Villalobón, que atraviesa el complejo, originándose en Palencia un nuevo conjunto residencial y de ocio de aspecto moderno y vanguardista.

## Inauguración
Fue inaugurado el día 10 de octubre de 2006 bajo una lluvia intermitente y aún sin finalizar. El acto de inauguración fue un partido de la selección española Sub-21, clasificatorio para la Eurocopa de fútbol 2008 y los Juegos Olímpicos de Pekín 2008. El encuentro se disputó entre España e Italia con el resultado de España 1 - Italia 2. 
 Se vendieron todas las localidades.

## Descripción
El estadio presenta forma rectangular. Es de estilo minimalista y contemporáneo. Las fachadas exteriores constan de un piso bajo acristalado destinado a albergar oficinas, tiendas y otras dependencias. Sobre ese piso se alzan unas láminas agujereadas de metal que cubren el graderío. En cada una de las cuatro esquinas del edificio se levantan sendas torres verticales que siguen una trayectoria oblicua hacia la mitad de su altura, inclinándose notablemente hacia el interior del estadio. Las torres no se limitan a sostener los focos sino que son parte fundamental de la imagen del edificio y están perfectamente integradas en el conjunto. Pero sin duda el aspecto más llamativo del estadio es la iluminación nocturna. Las torres de los focos están cubiertas de láminas plásticas traslúcidas y se iluminan en su totalidad, además, la separación en la fachada de los pisos acristalado y metálico queda marcado por una hilera de lucecillas que circundan todas las fachadas del edificio.
A pesar de su modernidad se ha convertido en muy poco tiempo en un símbolo de la ciudad de Palencia.

## Prestigio
La primera aparición del estadio en el extranjero fue en un reportaje que realizó Patxi Mangado para el New York Times, recibiendo buenas críticas. A continuación se realizó una exposición de arquitectos españoles en Nueva York, donde Patxi Mangado también lo mostró. En el mes de junio de 2007 ganó en Barcelona un premio por este estadio y también el Premio Nacional de Arquitectura por el conjunto de su obra.

## Equipos locales
El principal anfitrión del estadio es el Club Deportivo Palencia Cristo Atlético, desde que se mudó en 2012, disputa partidos de Segunda División RFEF.
También juega como local el equipo palentino de rugby Palencia Rugby Club desde el 16-10-2011.
El Club de Fútbol Palencia disputaba sus partidos de liga, hasta su desaparición en 2013.
El  Club Deportivo Palencia Balompié, compartió en estadio con el Palencia Cristo durante la militancia de ambos en Tercera división. En el año 2016, el Deportivo Palencia logra el ascenso a Segunda División B, por lo que la temporada 16-17 la Nueva Balastera era estadio de la división de bronce. Tras unos problemas económicos e internos, es descendido a Primera Regional, dejando de usar la Nueva Balastera.
El Club Deportivo Becerril, actuó de equipo local en el partido contra la  Real Sociedad de Fútbol  en diciembre de 2020, en el que se disputaba la primera eliminatoria de la Copa del Rey, que finalizó con la derrota del equipo palentino por un abultado 0-8. Cabe destacar que las dos aficiones entablaron una gran amistad. Finalmente la Real Sociedad acabó ganando dicho trofeo en la fase final del campeonato.
De forma esporádica se disputan finales de torneos de categorías inferiores de la capital y partidos importantes para otros equipos de la capital.

## Títulos nacionales de rugby disputados en la Nueva Balastera
- En las instalaciones de la Nueva Balastera se han disputado dos finales de Copa del Rey y una supercopa de España de rugby, habiendo resultado los tres acontecimientos un gran éxito de asistencia y organización.

- La final de la Copa del Rey de Rugby de 2012, se disputó el 21 de abril de 2012, ante 7.538 espectadores. Jugaron Hermi El Salvador, de Valladolid, frente a Ordizia RT., resultando vencedor el equipo guipuzcoano.

- La final de la Copa del Rey de Rugby de 2014, se celebró el 27 de abril de 2014, ante 6.300 espectadores. Se enfrentaron los equipos VRAC Quesos Entrepinares de Valladolid frente al Bathco Independiente de Santander, resultando vencedores los vallisoletanos.

## Partidos internacionales de fútbol disputados en la Nueva Balastera
Partidos de la selección española sub-21.
| 10 de octubre de 2006 | España      | 1:2 (0:2) | Italia                      | Nuevo Estadio Municipal La Balastera, Palencia                      |                                                                     |
|                       | Soldado 59' |           | Chiellini 24' Montolivo 36' | Asistencia: 8.100 espectadores Árbitro(s): Gerald Lerhner (Austria) | Asistencia: 8.100 espectadores Árbitro(s): Gerald Lerhner (Austria) |

| 10 de septiembre de 2008 | España             | 2:0 (0:0) | Rusia | Nuevo Estadio Municipal La Balastera, Palencia                      |                                                                     |
|                          | Mata 70' Piqué 77' |           |       | Asistencia: 5.000 espectadores Árbitro(s): Andrea De Marco (Italia) | Asistencia: 5.000 espectadores Árbitro(s): Andrea De Marco (Italia) |

| 5 de marzo de 2014 | España              | 2:0 (0:0) | Alemania | Nuevo Estadio Municipal La Balastera, Palencia |                                |
|                    | Morata 52' Isco 53' |           |          | Asistencia: 8.100 espectadores                 | Asistencia: 8.100 espectadores |